# Fred Braeckman
Fred Braeckman (Gent, 6 januari 1944 - aldaar, 11 september 2015) was een Belgisch radiojournalist en voornaam thrillerrecensent voor Knack en De Morgen. Daarnaast was hij tevens oprichter van de Hercule Poirotprijs.

## Biografie
Fred Braeckman begon zijn carrière bij radiozender BRT2 (nu Radio 2). Hij werd er bekend door het reisprogramma Visum.
Daarnaast was hij tevens bestuurder van het Muziekcentrum De Bijloke en de Vlaamse Opera.
Hij overleed in september 2015 aan een hersenbloeding.